# Mila, raconte mille et une histoires
 (septembre 2020).
Mila, raconte mille et une histoires est une série télévisée d'animation franco-belge en 52 épisodes de 7 minutes, créée par Virgile Trouillot et diffusée en France à partir de 2007 sur France 5 dans l'émission Midi les Zouzous, et sur Piwi.
Virgile Trouillot est notamment le créateur de Bali et Petit Lapin Blanc.

## Synopsis
Mila est une fille de huit ans qui aime raconter ses contes les plus traditionnels aux téléspectateurs.

## Distribution
| Coralie Vanderliden | Mila               |
| Fabienne Loriaux    | Autres personnages |
| Carole Baillien     | Petit frère        |
| Thierry Janssen     | Autres personnages |
| Emmanuel Dekoninck  | Autres personnages |
| Tony Beck           | Autres personnages |
| André Pauwels       | Autres personnages |

## Épisodes
1. La princesse cachée (Pilote)
2. Le Toupouloupou
3. Baba-Yaga la sorcière
4. Le mensonge de Djoha
5. Piboule et l’ours
6. Strabilou, le rapporteur
7. L'âne et le roi
8. La maison des frères cochons
9. Elvis
10. Coupe-tarin, le pirate
11. Le trésor du nain
12. Aurel le moqueur
13. La devinette de Pancho Chorizo
14. Crapouillette, la grenouille
15. Le Prince Gabo
16. Miss paresseuse
17. Grossfess, l’ogresse
18. Le secret de la sirène
19. Le fantôme qui ne faisait pas peur
20. Quentin et son dragon
21. Toundé le grozénorme éléphant
22. Rodolphe and Karlo
23. Chantal et Noémie
24. Lisa la gourmande
25. Toutirikiki
26. Les deux Tinanouks
27. La princesse Côa
28. La guitare magique
29. Monsieur Groniouche
30. Le crocodile et le singe
31. Les amoureux des deux îles
32. Takéo et les 3 fantômes
33. Un sacré voleur !
34. Zhou et l'éléphant volant
35. Des cerises en hiver
36. Lisimba se décide
37. La vache et le lapin
38. Gustav, le roi trop gâté
39. Le chaudron magique
40. Le roi coléreux
41. Lison, la petite ogresse
42. Le dragon du lac
43. Le mari de la sorcière
44. Les lutins enchantés
45. La reine Casse-Cou
46. Dany contre Goliath
47. Pinpinou et la Lune
48. Simon et les quatre saisons
49. Les trois souhaits
50. Les zamoureux de Plouhinec
51. L'épreuve du Grododo
52. Le Noël de Mathis